# Теория дебютов
«Теория дебютов» — шахматная книжная серия, выпускавшаяся советским издательством «Физкультура и спорт» с 1979 по 1990 год.
Серия книг посвящена наиболее актуальным (на момент издания) шахматным началам и защитам: королевскому гамбиту, защитам Каро — Канн, Алехина, Грюнфельда, Нимцовича, Испанской и Венской партиям и др.
Авторы собрали и обобщили огромный теоретический материал, уточнили многие устоявшиеся оценки, а некоторые из них опровергли.
В конце каждой книги приводятся особенно характерные для этого дебюта партии.
Всего в серии издана 21 книга.

## Список книг серии
| № | Год  | Автор(ы) | Название | Обложка      | Страниц |
| № | Год  | Краткое описание | Краткое описание | Обложка      | Тираж   |
| --- | ---- | --- | --- | ------------ | ------- |
| 1 | 1979 | Ботвинник М. М., Эстрин Я. Б. | Защита Грюнфельда |              | 271 с.  |
| 1 | 1979 | Монография посвящена одному из наиболее актуальных дебютов, который в наши дни прочно вошёл в репертуар сильнейших шахматистов мира. В работе широко использованы последние изыскания ведущих советских и зарубежных шахматистов, которые обогатили защиту Грюнфельда новыми стратегическими идеями. В конце книги читатель найдёт пояснительные партии, подробно прокомментированные экс-чемпионом мира М. Ботвинником. | Монография посвящена одному из наиболее актуальных дебютов, который в наши дни прочно вошёл в репертуар сильнейших шахматистов мира. В работе широко использованы последние изыскания ведущих советских и зарубежных шахматистов, которые обогатили защиту Грюнфельда новыми стратегическими идеями. В конце книги читатель найдёт пояснительные партии, подробно прокомментированные экс-чемпионом мира М. Ботвинником. | 100 000 экз. |         |
| |      | | |              |         |
| 2 | 1980 | Геллер Е. П. | Староиндийская защита |              | 255 с.  |
| 2 | 1980 | Монография известного теоретика, международного гроссмейстера, чемпиона СССР Е. Геллера посвящена одному из наиболее популярных в современной шахматной практике и сложных дебютов. В настоящем исследовании обобщен и систематизирован богатый практический и теоретический материал, даны принципиально новые оценки многим позициям, а также сведения об истории староиндийской защиты. В книге в качестве примеров приводятся партии, игранные этим дебютом.                                                                                                | Монография известного теоретика, международного гроссмейстера, чемпиона СССР Е. Геллера посвящена одному из наиболее популярных в современной шахматной практике и сложных дебютов. В настоящем исследовании обобщен и систематизирован богатый практический и теоретический материал, даны принципиально новые оценки многим позициям, а также сведения об истории староиндийской защиты. В книге в качестве примеров приводятся партии, игранные этим дебютом.                                                                                                | 100 000 экз. |         |
| |      | | |              |         |
| 3 | 1980 | Фридштейн Г. С. | Защита Пирца — Уфимцева |              | 192 с.  |
| 3 | 1980 | Монография мастера Г. Фридштейна, известного своими работами в области теории дебютов, посвящена одному из самых актуальных шахматных начал, входящему в репертуар сильнейших гроссмейстеров мира. В ней обобщен и систематизирован богатый практический и теоретический материал, учтены последние изыскания советских и зарубежных шахматистов в защите Пирца — Уфримцева. В книге приводятся пояснительные партии с комментариями автора. | Монография мастера Г. Фридштейна, известного своими работами в области теории дебютов, посвящена одному из самых актуальных шахматных начал, входящему в репертуар сильнейших гроссмейстеров мира. В ней обобщен и систематизирован богатый практический и теоретический материал, учтены последние изыскания советских и зарубежных шахматистов в защите Пирца — Уфримцева. В книге приводятся пояснительные партии с комментариями автора. | 75 000 экз.  |         |
| |      | | |              |         |
| 4 | 1981 | Геллер Е. П. | Новоиндийская защита |              | 240 с.  |
| 4 | 1981 | Монография известного теоретика, международного гроссмейстера Е. Геллера посвящена одному из наиболее популярных в современной практике закрытых дебютов. Обобщен и систематизирован богатый практический и теоретический материал. | Монография известного теоретика, международного гроссмейстера Е. Геллера посвящена одному из наиболее популярных в современной практике закрытых дебютов. Обобщен и систематизирован богатый практический и теоретический материал. | 100 000 экз. |         |
| |      | | |              |         |
| 5 | 1981 | Кондратьев П. Е., Столяр Е. С. | Защита Бенони |              | 224 с.  |
| 5 | 1981 | В дебютной монографии ленинградских мастеров, опытных тренеров П. Кондратьева и Е. Столяра подробно анализируется защита Бенони. В конце книги приводятся наиболее интересные в теоретическом отношении партии, игранные защитой Бенони. | В дебютной монографии ленинградских мастеров, опытных тренеров П. Кондратьева и Е. Столяра подробно анализируется защита Бенони. В конце книги приводятся наиболее интересные в теоретическом отношении партии, игранные защитой Бенони. | 75 000 экз.  |         |
| |      | | |              |         |
| 6 | 1982 | Гуфельд Э. Е. | Сицилианская защита. Вариант дракона |              | 191 с.  |
| 6 | 1982 | Монография международного гроссмейстера, заслуженного тренера СССР Э. Гуфельда посвящена одному из самых сложных вариантов сицилианской защиты. Популярность «дракона» такова, что оценки и рекомендации этому началу корректируются непрестанно, поскольку оно встречается в современной практике самого высокого уровня. Исследование сопровождается наиболее яркими партиями, сыгранными этим вариантом. | Монография международного гроссмейстера, заслуженного тренера СССР Э. Гуфельда посвящена одному из самых сложных вариантов сицилианской защиты. Популярность «дракона» такова, что оценки и рекомендации этому началу корректируются непрестанно, поскольку оно встречается в современной практике самого высокого уровня. Исследование сопровождается наиболее яркими партиями, сыгранными этим вариантом. | 100 000 экз. |         |
| |      | | |              |         |
| 7 | 1982 | Суэтин А. С. | Испанская партия |              | 320 с.  |
| 7 | 1982 | Дебютная монография международного гроссмейстера А. Суэтина посвящена самому распространенному открытому началу — испанской партии. В книге обобщаются многолетние теоретические исследования, предлагаются новые оценки и уточнения, внесенные современной практикой. Завершают книгу примерные партии, иллюстрирующие возможное развитие игры в различных вариантах изучаемого дебюта. | Дебютная монография международного гроссмейстера А. Суэтина посвящена самому распространенному открытому началу — испанской партии. В книге обобщаются многолетние теоретические исследования, предлагаются новые оценки и уточнения, внесенные современной практикой. Завершают книгу примерные партии, иллюстрирующие возможное развитие игры в различных вариантах изучаемого дебюта. | 100 000 экз. |         |
| |      | | |              |         |
| 8 | 1983 | Константинопольский А. М., Вейц А. П. | Защита Каро — Канн |              | 271 с.  |
| 8 | 1983 | В дебютной монографии заслуженного тренера СССР А. Константинопольского и журналиста А. Вейца подробно исследуется одно из популярных полуоткрытых начал — защита Каро — Канн. Различные системы дебюта представлены в их историческом развитии, иллюстрируются фрагменты из партий видных гроссмейстеров и мастеров. | В дебютной монографии заслуженного тренера СССР А. Константинопольского и журналиста А. Вейца подробно исследуется одно из популярных полуоткрытых начал — защита Каро — Канн. Различные системы дебюта представлены в их историческом развитии, иллюстрируются фрагменты из партий видных гроссмейстеров и мастеров. | 100 000 экз. |         |
| |      | | |              |         |
| 9 | 1983 | Суэтин А. С. | Французская защита |              | 208 с.  |
| 9 | 1983 | Книга международного гроссмейстера А. Суэтина посвящена исследованию одного из популярных полуоткрытых начал — французской защиты. Здесь обобщаются примеры из творчества ведущих шахматистов разных лет, приводятся новинки и уточнения актуальных вариантов. Примерные партии иллюстрируют различные системы, помогают проследить связь дебюта с миттельшпилем. | Книга международного гроссмейстера А. Суэтина посвящена исследованию одного из популярных полуоткрытых начал — французской защиты. Здесь обобщаются примеры из творчества ведущих шахматистов разных лет, приводятся новинки и уточнения актуальных вариантов. Примерные партии иллюстрируют различные системы, помогают проследить связь дебюта с миттельшпилем. | 100 000 экз. |         |
| |      | | |              |         |
| 10 | 1984 | Каспаров Г. К., Никитин А. С. | Сицилианская защита. Схевенинген |              | 240 с.  |
| 10 | 1984 | Эта книга продолжает исследования различных вариантов популярнейшего шахматного дебюта — сицилианской защиты. В дебютной монографии международного гроссмейстера Г. Каспарова и мастера А. Никитина представлен обширны теоретический материал по схевенингенскому варианту, даются новые анализы и уточнения известных оценок теории. | Эта книга продолжает исследования различных вариантов популярнейшего шахматного дебюта — сицилианской защиты. В дебютной монографии международного гроссмейстера Г. Каспарова и мастера А. Никитина представлен обширны теоретический материал по схевенингенскому варианту, даются новые анализы и уточнения известных оценок теории. | 100 000 экз. |         |
| |      | | |              |         |
| 11 | 1985 | Лепешкин В. Ф. | Сицилианская защита. Вариант Найдорфа |              | 256 с.  |
| 11 | 1985 | Монография мастера В. Лепешкина посвящена одному из самых сложных и актуальных вариантов сицилианской защиты. Популярность варианта Найдорфа такова, что оценки и рекомендации по этому началу постоянно корректируются, так как оно встречается в соревнованиях самого различного уровня. | Монография мастера В. Лепешкина посвящена одному из самых сложных и актуальных вариантов сицилианской защиты. Популярность варианта Найдорфа такова, что оценки и рекомендации по этому началу постоянно корректируются, так как оно встречается в соревнованиях самого различного уровня. | 100 000 экз. |         |
| |      | | |              |         |
| 12 | 1985 | Кондратьев П. Е. | Славянская защита |              | 240 с.  |
| 12 | 1985 | Работа известного теоретика, мастера спорта П. Кондратьева посвящена исследованию одного из популярных закрытых дебютов — славянской защиты. В книге обобщен и систематизирован богатый практический материал, учтены последние изыскания советских и зарубежных шахматистов. Особый интерес представляет анализ актуальных современных вариантов: меранской системы, системы Ботвинника и др. В конце книги приводятся наиболее содержательные партии, сыгранные данным дебютом. В советской шахматной литературе — это первая монография о славянской защите. | Работа известного теоретика, мастера спорта П. Кондратьева посвящена исследованию одного из популярных закрытых дебютов — славянской защиты. В книге обобщен и систематизирован богатый практический материал, учтены последние изыскания советских и зарубежных шахматистов. Особый интерес представляет анализ актуальных современных вариантов: меранской системы, системы Ботвинника и др. В конце книги приводятся наиболее содержательные партии, сыгранные данным дебютом. В советской шахматной литературе — это первая монография о славянской защите. | 100 000 экз. |         |
| |      | | |              |         |
| 13 | 1985 | Тайманов М. Е. | Защита Нимцовича |              | 384 с.  |
| 13 | 1985 | Автор монографии — известный гроссмейстер, участник соревнований претендентов на первенство мира, автор ряда книг и статей по теории шахмат. В новой работе М. Тайманов обобщает свои многолетние исследования по защите Нимцовича — популярному закрытому дебюту. В книге учтены последние теоретические находки и анализы. | Автор монографии — известный гроссмейстер, участник соревнований претендентов на первенство мира, автор ряда книг и статей по теории шахмат. В новой работе М. Тайманов обобщает свои многолетние исследования по защите Нимцовича — популярному закрытому дебюту. В книге учтены последние теоретические находки и анализы. | 100 000 экз. |         |
| |      | | |              |         |
| 14 | 1986 | Моисеев О. Л., Равинский Г. И. | Сицилианская защита. Система Паульсена |              | 208 с.  |
| 14 | 1986 | Книга гроссмейстера ИКЧФ О. Моисеева и заслуженного тренера СССР Г. Равинского посвящена одному из самых надёжных и актуальных разделов сицилианской защиты. В книге приводятся наиболее интересные партии, сыгранные системой Паульсена. | Книга гроссмейстера ИКЧФ О. Моисеева и заслуженного тренера СССР Г. Равинского посвящена одному из самых надёжных и актуальных разделов сицилианской защиты. В книге приводятся наиболее интересные партии, сыгранные системой Паульсена. | 100 000 экз. |         |
| |      | | |              |         |
| 15 | 1986 | Нейштадт Я. И. | Каталонское начало |              | 304 с.  |
| 15 | 1986 | Монография известного советского теоретика Я. Нейштадта посвящена дебюту, пользующемуся всевозрастающей популярностью. Книга обобщает и систематизирует обширный практический материал и содержит ряд оригинальных анализов. | Монография известного советского теоретика Я. Нейштадта посвящена дебюту, пользующемуся всевозрастающей популярностью. Книга обобщает и систематизирует обширный практический материал и содержит ряд оригинальных анализов. | 100 000 экз. |         |
| |      | | |              |         |
| 16 | 1987 | Багиров В. К. | Защита Алехина |              | 255 с.  |
| 16 | 1987 | Монография известного теоретика, международного гроссмейстера В. Багирова посвящена исследованию одного из самых молодых шахматных дебютов — защиты Алехина. Автор — признанный в мире специалист по данному началу — обобщил и систематизировал свои многолетние исследования по защите Алехина — сложному и стратегически интересному дебюту. В конце книги приводятся наиболее интересные партии, сыгранные этим началом. | Монография известного теоретика, международного гроссмейстера В. Багирова посвящена исследованию одного из самых молодых шахматных дебютов — защиты Алехина. Автор — признанный в мире специалист по данному началу — обобщил и систематизировал свои многолетние исследования по защите Алехина — сложному и стратегически интересному дебюту. В конце книги приводятся наиболее интересные партии, сыгранные этим началом. | 100 000 экз. |         |
| |      | | |              |         |
| 17 | 1988 | Глазков И. Б., Эстрин Я. Б. | Королевский гамбит |              | 255 с.  |
| 17 | 1988 | Книга посвящена одному из наиболее острых и динамичных открытых начал — древнему и вечно юному королевскому гамбиту. Авторы собрали и обобщили огромный теоретический материал, уточнили, а подчас и опровергли многие устоявшиеся оценки и анализы. В конце книги приводятся наиболее характерные для данного дебюта партии. | Книга посвящена одному из наиболее острых и динамичных открытых начал — древнему и вечно юному королевскому гамбиту. Авторы собрали и обобщили огромный теоретический материал, уточнили, а подчас и опровергли многие устоявшиеся оценки и анализы. В конце книги приводятся наиболее характерные для данного дебюта партии. | 100 000 экз. |         |
| |      | | |              |         |
| 18 | 1988 | Свешников Е. Э. | Сицилианская защита. Система 5. …e7-e5 |              | 255 с.  |
| 18 | 1988 | Работа известного советского гроссмейстера Е. Свешникова посвящена одной из сложнейших и актуальных систем сицилианской защиты. Автор — глубокий знаток данного дебюта (недаром в теоретической литературе систему 5…е5 иногда называют вариантом Свешникова) — обобщает в книге свои многолетние исследования по данному началу. | Работа известного советского гроссмейстера Е. Свешникова посвящена одной из сложнейших и актуальных систем сицилианской защиты. Автор — глубокий знаток данного дебюта (недаром в теоретической литературе систему 5…е5 иногда называют вариантом Свешникова) — обобщает в книге свои многолетние исследования по данному началу. | 100 000 экз. |         |
| |      | | |              |         |
| 19 | 1989 | Багиров В. К. | Английское начало |              | 464 с.  |
| 19 | 1989 | Монография международного гроссмейстера В. Багирова посвящена одному из наиболее популярных и динамичных современных дебютов — английскому началу. В конце приводятся наиболее важные партии последнего времени, сыгранные данным дебютом. | Монография международного гроссмейстера В. Багирова посвящена одному из наиболее популярных и динамичных современных дебютов — английскому началу. В конце приводятся наиболее важные партии последнего времени, сыгранные данным дебютом. | 100 000 экз. |         |
| |      | | |              |         |
| 20 | 1989 | Константинопольский А. М., Лепешкин В. Ф. | Венская партия |              | 176 с.  |
| 20 | 1989 | Книга международного гроссмейстера А. Константинопольского и мастера В. Лепешкина посвящена интересному открытому началу — венской партии — дебюту острому, многоплановому и мало изученному. Представляет интерес попытка авторов дать современную позиционную трактовку многих старинных схем этого дебюта. В конце книги приводятся наиболее характерные партии, сыгранные этим началом. | Книга международного гроссмейстера А. Константинопольского и мастера В. Лепешкина посвящена интересному открытому началу — венской партии — дебюту острому, многоплановому и мало изученному. Представляет интерес попытка авторов дать современную позиционную трактовку многих старинных схем этого дебюта. В конце книги приводятся наиболее характерные партии, сыгранные этим началом. | 50 000 экз.  |         |
| |      | | |              |         |
| 21 | 1990 | Оснос В. В. | Дебют Рети |              | 320 с.  |
| 21 | 1990 | Книга международного мастера В. Осноса посвящена одному из молодых, но стратегически перспективных закрытых дебютов, с помощью которого автор дебюта — Рихард Рети — выиграл ряд блестящих партий. В книге обобщен и систематизирован богатый практический материал. | Книга международного мастера В. Осноса посвящена одному из молодых, но стратегически перспективных закрытых дебютов, с помощью которого автор дебюта — Рихард Рети — выиграл ряд блестящих партий. В книге обобщен и систематизирован богатый практический материал. | 100 000 экз. |         |
| Примечание: описание книг следует рассматривать с учётом времени выхода в печать конкретного издания. |      | | |              |         |